# آلموتریپتان
آلموتریپتان (انگلیسی: Almotriptan) یک داروی تریپتان برای درمان سردرد شدید میگرنی است.

## کاربرد پزشکی
آلموتریپتان برای درمان مرحله حاد سردرد حملات میگرنی با یا بدون آئورا تجویز می‌شود. آلموتریپتان تنها تریپتان خوراکی تایید شده در ایالات متحده برای درمان میگرن در نوجوانان ۱۲ تا ۱۷ ساله است.
این دارو حالت تهوع، فوتوفوبیا و صدا هراسی مرتبط با حملات میگرن را کاهش می‌دهد. آلموتریپتان اثربخشی مشابه دوز استاندارد سوماتریپتان، داروی تریپتان دیگر، و عوارض جانبی کمتری دارد.

## موارد منع مصرف
مانند سایر تریپتان ها، آلموتریپتان نباید در بیمارانی با سابقه، علائم یا نشانه‌های بیماری ایسکمیک قلبی (انفارکتوس میوکارد، آنژین صدری، ایسکمی خاموش مستند، آنژین پرینزمتال) یا فشار خون شدید و فشار خون بالا کنترل نشده خفیف یا متوسط استفاده شود. سایر موارد منع مصرف، حادثه قبلی عروق مغزی (CVA) یا حمله ایسکمیک گذرا (TIA)، بیماری عروق محیطی، نارسایی شدید کبدی، تجویز همزمان ارگوتامین، مشتقات ارگوتامین (از جمله متی‌سرژید) و سایر آگونیست های 5-HT1B/D هستند.

## فارماکولوژی
مانند همه تریپتان‌ها، آلموتریپتان میل ترکیبی بالا و خاصی برای گیرنده‌های سروتونین 5-HT1B/1D دارد. اتصال دارو به گیرنده منجر به انقباض عروق رگ‌های خونی جمجمه (مغز) می‌شود و بنابراین بر توزیع مجدد جریان خون تأثیر می‌گذارد. آلموتریپتان به طور قابل توجهی جریان خون مغزی را افزایش می‌دهد و جریان خون را از طریق عروق خارج مغزی کاهش می‌دهد.

## تداخلات
آلموتریپتان عمدتاً توسط MAO-A و به میزان کمتری توسط CYP3A4 و CYP2D6 متابولیزه می‌شود. مطالعات داروهایی که به عنوان پیشگیری از میگرن (پروپرانولول و وراپامیل)، داروهای ضد افسردگی (موکلوبماید و فلوکستین) استفاده می‌شوند، نتایجی را نشان دادند که نشان‌دهنده تغییر قابل‌توجهی در فارماکوکینتیک آلموتریپتان بود، اگرچه از نظر بالینی مرتبط نبودند.